# Viktor Madarász
Viktor Madarász (14. prosince 1830 Štítník – 10. ledna 1917 Budapešť) byl maďarský revolucionář a malíř. Je znám jako malíř historických scén a portrétů.

## Život
Narodil se ve Štítníku. Původně byl předurčen k právnické kariéře a odešel studovat do Bratislavy (tehdy Pozsony). Když začala maďarská revoluce, opustil se svým bratrem školu, aby se připojili k boji. Byl účastníkem mnoha akcí, stal se poručíkem a v roce 1849 byl přítomen kapitulace u Világoše. Po krátkém úkrytu se vrátil domů pěšky a přidal se ke své rodině v Pécsi (česky Pětikostelí). Pokračoval ve studiu práva, ale začal také brát lekce od místního umělce. V roce 1853 se zapsal na přípravné práce na Akademii výtvarných umění ve Vídni. O dva roky později vstoupil do třídy malby dějepisu Ferdinanda Georga Waldmüllera. Jeho první historický obraz Kuruc a Labanc (zobrazující bratry bojující na opačných stranách) byl vřele přijat. V roce 1856 odešel do Paříže, kde studoval v ateliérech Léona Cognieta a na École des Beaux Arts. Byl také ovlivněn stylem Paula Delarocheho. Jeho obraz Smutek László Hunyadiho získal medaili na Salonu 1861.

## Galerie

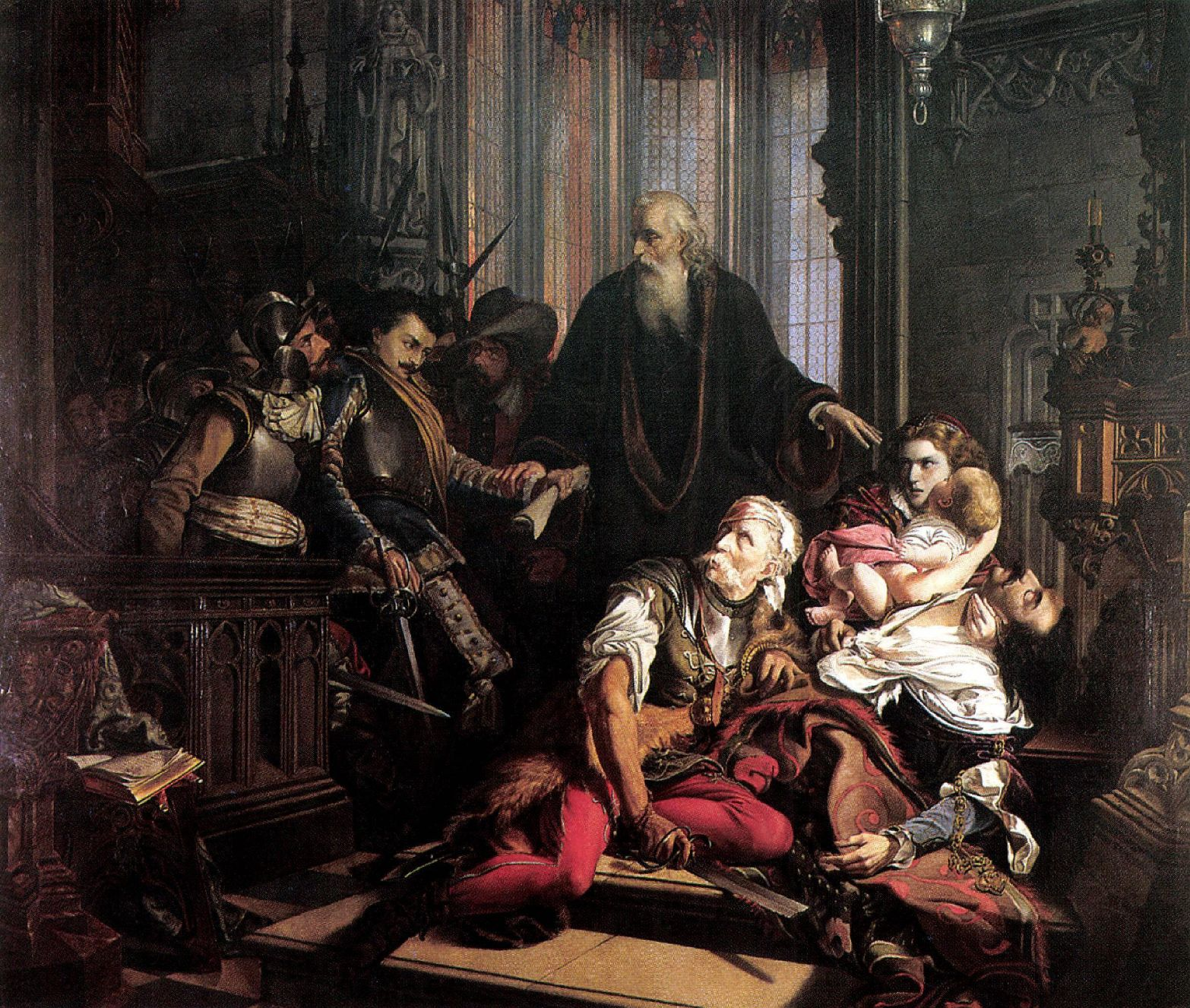
Kuruc a Labanc
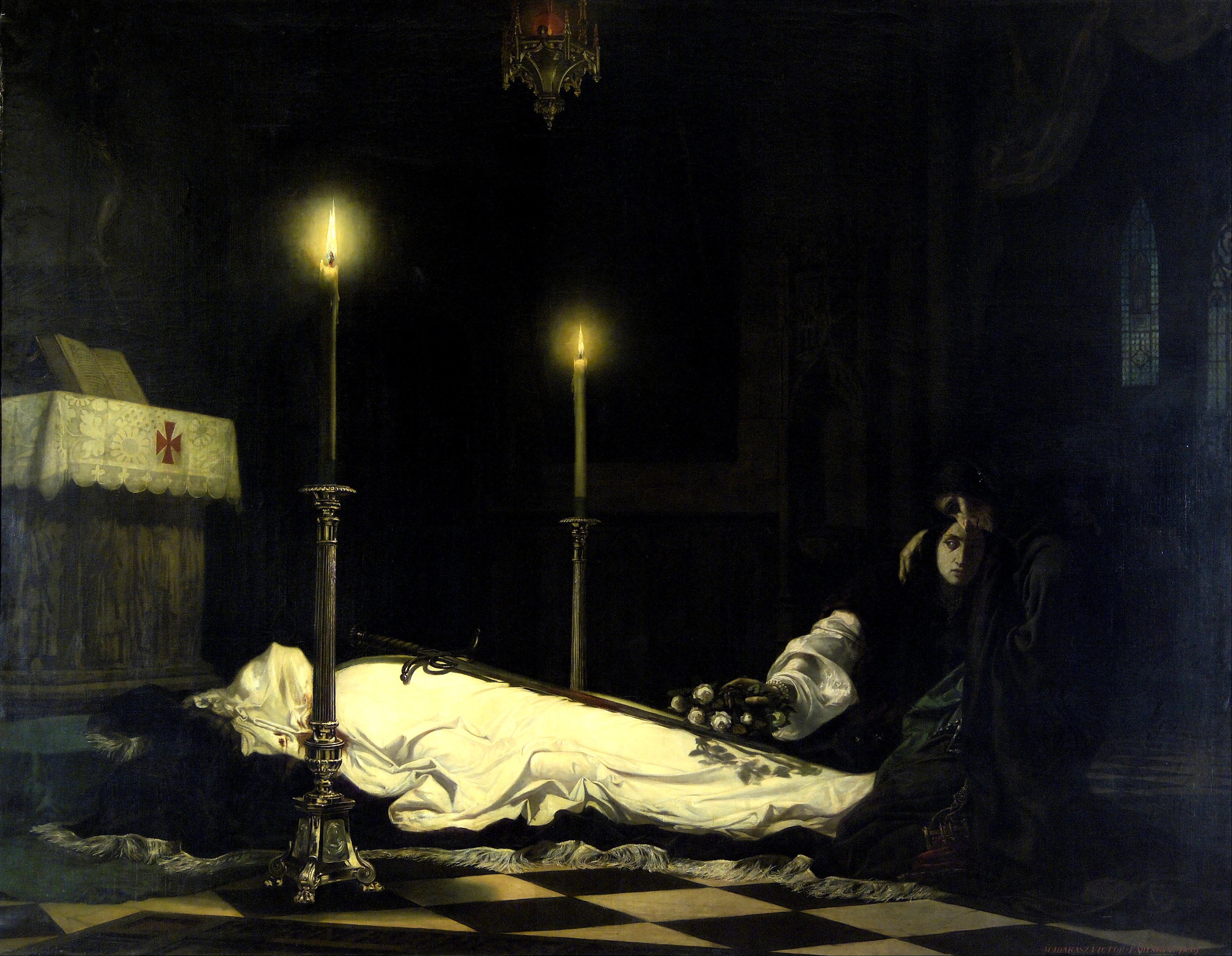
The Mourning of László Hunyadi
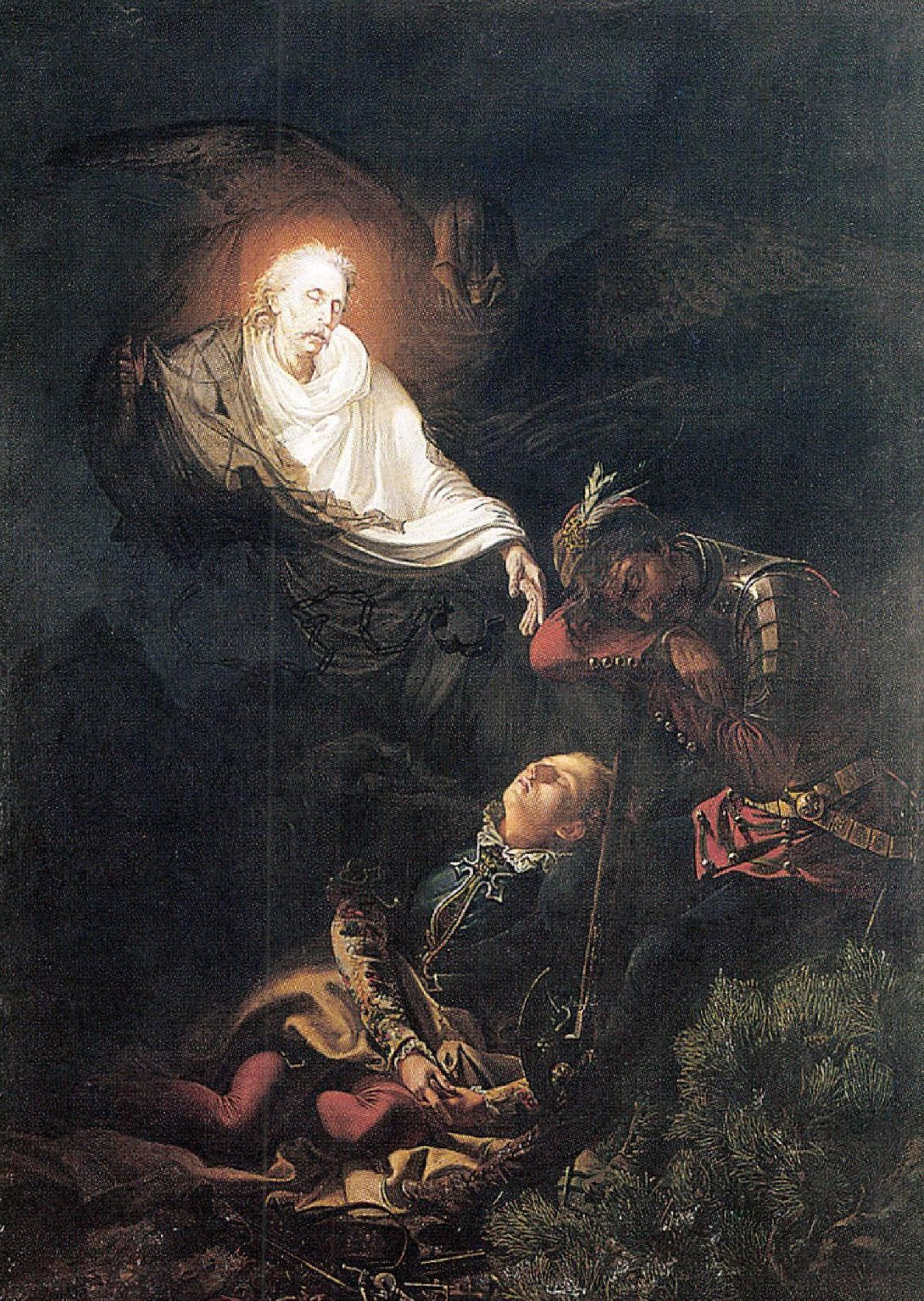
Thököly's Dream
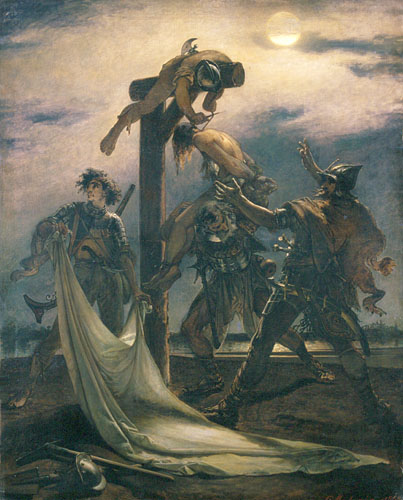
Dózsa's People